# خنفساء نارية
خنفساء نارية (الاسم العلمي: Cucujus)، جنس حشرات خنفسية من فصيلة الخنافس النارية. تحتوي على 15 نوعًا ونويعًا معروفًا حاليًا.